# Bahnstrecke Bowden–East Millinocket
| Streckenlänge: | 13 km                |                                      |                                      |
| Spurweite: | 1435 mm (Normalspur) |                                      |                                      |
| Zweigleisigkeit: | –                    |                                      |                                      |
| |                      |                                      |                                      |
| Gesellschaft: | EMR                  |                                      |                                      |
| \| \| \| von Brownville \| \| \| \| 0,0 \| Bowden ME (früher Schoodic Junction) \| Bowden ME (früher Schoodic Junction) \| \| \| \| nach St.-Leonard \| \| \| \| \| Dolby Pond \| \| \| \| 4,5 \| Gilbert ME \| Gilbert ME \| \| \| ? \| Anschluss Sandgrube \| Anschluss Sandgrube \| \| \| 8,9 \| Dolby ME (früher Dolby Rips) \| Dolby ME (früher Dolby Rips) \| \| \| 11,6 \| East Millinocket ME \| East Millinocket ME \| \| \| 13,0 \| ehem. Streckenende \| ehem. Streckenende \| |                      |                                      |                                      |
| Strecke |                      | von Brownville                       | von Brownville                       |
| Dienststation / Betriebs- oder Güterbahnhof | 0,0                  | Bowden ME (früher Schoodic Junction) | Bowden ME (früher Schoodic Junction) |
| Abzweig geradeaus und nach links |                      | nach St.-Leonard                     | nach St.-Leonard                     |
| Brücke über Wasserlauf |                      | Dolby Pond                           | Dolby Pond                           |
| ehemaliger Haltepunkt / Haltestelle | 4,5                  | Gilbert ME                           | Gilbert ME                           |
| Dienststation / Betriebs- oder Güterbahnhof | ?                    | Anschluss Sandgrube                  | Anschluss Sandgrube                  |
| ehemaliger Haltepunkt / Haltestelle | 8,9                  | Dolby ME (früher Dolby Rips)         | Dolby ME (früher Dolby Rips)         |
| Betriebs-/Güterbahnhof Strecke ab hier außer Betrieb | 11,6                 | East Millinocket ME                  | East Millinocket ME                  |
| | 13,0                 | ehem. Streckenende                   | ehem. Streckenende                   |

Die Bahnstrecke Bowden–East Millinocket ist eine Eisenbahnstrecke in Maine (Vereinigte Staaten). Sie ist rund 13 Kilometer lang und bindet die Papiermühlen und Siedlungen in East Millinocket an die Hauptstrecke der Bangor and Aroostook Railroad (BAR) an. Die normalspurige Strecke wird heute durch die Eastern Maine Railway ausschließlich im Güterverkehr betrieben.

## Geschichte
In und um Millinocket sind wichtige Anlagen der Papierindustrie Maines angesiedelt. Um diese Anlagen sowie die Siedlung East Millinocket an das Eisenbahnnetz anzubinden, baute die Schoodic Stream Railroad 1906 eine Stichstrecke von der Hauptbahn der BAR, die im Januar 1907 eröffnet wurde. Geplant war eigentlich, die Strecke bis Medway zu bauen. Der Streckenbau endete jedoch nach 13 Kilometern und wurde nie vollendet. 1922 wurde das Streckengleis östlich von East Millinocket abgebaut.
Mit Eröffnung der Strecke übernahm die BAR die Bahn. Sie existiert noch heute und wird seit 2003 von der Montreal, Maine and Atlantic Railway betrieben, die 2014 unter dem Namen Central Maine and Quebec Railway (CMQR) neu aufgestellt wurde. Der Personenverkehr endete 1954.
Im Oktober 2022 wurde der Verkauf der Strecke von der CMQR an die Eastern Maine Railway (EMR) bekanntgegeben.

## Streckenbeschreibung
Die Strecke zweigt am Güterbahnhof Bowden (früher Schoodic Junction) von der BAR-Hauptstrecke ab. Sie führt zunächst nach Osten und überquert bei Gilbert den Dolby Pond. Dabei benutzt die Bahnstrecke eine Straßenbrücke mit. Nach Überquerung des Sees verläuft die Strecke am Nordufer des Penobscot River bis nach East Millinocket.

## Personenverkehr
Während ihrer gesamten Betriebsdauer im Personenverkehr fuhren auf der Strecke an Werktagen zwei gemischte Züge zwischen Millinocket und East Millinocket. Sonntags ruhte der Personenverkehr. Die Fahrzeit betrug 25 bis 30 Minuten. In Millinocket bestand Anschluss zu Zügen der BAR-Hauptstrecke.